# Vatili
Vatili (in greco Βατυλή?; in turco: Vadili) è un comune situato de iure nel distretto di Famagosta di Cipro, vicino a Lysi. De facto, è sotto il controllo di Cipro del Nord e appartiene al distretto di Gazimağusa.
Prima del 1974 Vatili è sempre stato un villaggio misto.
Nel 2011 Vatili aveva 2 129 abitanti.

## Geografia fisica
Il villaggio è situato nella pianura della Messaria, cinque chilometri a nord del villaggio di Lysi/Akdoğan.

## Origini del nome
Pare che il villaggio abbia preso il nome da Stephano Vatyli, un feudatario del periodo latino le cui terre includevano l'area dove ora sorge il villaggio. Dal periodo ottomano, i turco-ciprioti hanno usato il nome Vadili, una variante turca del nome originale che ha anche il significato di "con una valle". I turco-ciprioti hanno mantenuto il nome del villaggio anche dopo il 1974.

## Società

### Evoluzione demografica
Vatili è sempre stato un villaggio misto. Sebbene i greco-ciprioti costituissero la maggioranza durante il periodo britannico, i musulmani erano la maggioranza nel 1831. Nel corso del XX secolo, la percentuale di popolazione greco-cipriota è aumentata costantemente dal 58% nel 1891 al 69% nel 1946. Nel 1960, i greco-ciprioti costituivano quasi il 73% della popolazione.
Durante il periodo coloniale britannico, a metà degli anni '40, le autorità costruirono a Vatili un'importante fattoria per il bestiame. Nel 1973, Vatili aveva 3 161 abitanti; di questi, il 72% erano greco-ciprioti e il 28% turco-ciprioti. Non ci fu alcuno spostamento durante gli eventi del 1963-4. I greco-ciprioti di Vatili fuggirono nel sud dell'isola durante l'invasione turca di Cipro. Oggi il villaggio è abitato anche da turchi ciprioti sfollati dal sud e da coloni turchi provenienti da Konya e Adana.

## Sport
Il club sportivo turco-cipriota dei contadini di Vatili è stato fondato nel 1943, e nel 2015 si trovava nella seconda divisione K-PET della Federazione calcistica di Cipro del Nord (CTFA) .
A Vadili esiste una polisportiva chiamata  Vadili Sports.